# 沙洲坝镇
沙洲坝镇，是中华人民共和国江西省赣州市瑞金市下辖的一个乡镇级行政单位。

## 行政区划
沙洲坝镇下辖以下地区：
沙洲坝村、官山村、金龙村、清水村、大布村、梅岗村、杉山村、河坑村、洁源村、莲江村、七堡村和群峰村。